# Bernhard Mellin
Bernhard Mellin, född den 9 juni 1636 i Narva, död den 18 juni 1682 i Stockholm, var en svensk militär. Han var son till Berendt Mellin och måg till Lorentz Creutz den äldre. I källorna omtalas han ofta som "Bernt" Mellin.

## Biografi
Mellin blev student vid universitetet i Jena 1648. Han blev fänrik vid Tavastehus regemente 1655, kapten vid prinsens av Hessen-Homburg dragonregemente i svensk sold 1656, ryttmästare vid dennes kavalleriregemente i svensk tjänst 1657, major vid Wolmar Wrangels
kavalleriregemente 1665, överstelöjtnant vid Bernhard Otto Liwes regemente 1669, överstelöjtnant vid Åbo läns kavalleriregemente 1671 och överste för Viborgs läns kavalleriregemente 1676. Mellin spelade en viktig roll i slaget vid Lund, då han enligt egen utsaga utkämpade envig mot danske överstelöjtnanten Frederik von Arenstorff. Under slaget blev Mellin skjuten genom halsen och ena handen. Under våren 1677 var hans regemente under en period posterat på Krageholm vid Ystad. Mellin deltog även i slaget vid Landskrona, då kung Karl XI skänkte honom en av sina livhästar. Han avled  av ett slaganfall och gravsattes den 30 mars 1683 i Viborgs domkyrka.